# India en los Juegos Paralímpicos de Atlanta 1996
India estuvo representada en los Juegos Paralímpicos de Atlanta 1996 por nueve deportistas masculinos. El equipo paralímpico indio no obtuvo ninguna medalla en estos Juegos.